# Hjalmar
Hjalmar [ˈjal.mar] ist ein männlicher Vorname.

## Herkunft und Bedeutung
Beim Namen Hjalmar handelt es sich um eine jüngere Form des altnordischen Namens Hjalmarr, für den wiederum verschiedene Herleitungen in Frage kommen:
- jüngere Form von *Helmaharjaz[2], der eine Kombination der Elemente hjalm „Helm“, „Schutz“[3] und her „Krieger“, „Armee“[4] darstellt[5]
- jüngere Form von *Helmagaizaz[2], der sich aus den Elementen hjalm „Helm“, „Schutz“[3] und geir „Speer“[6] zusammensetzt[7]
- jüngere Form von *Helmawarjaz[2], zusammengesetzt aus den Elementen hjalm „Helm“, „Schutz“[3] und var „vorsichtig“, „wachsam“, „Beschützer“, „Verteidiger“, „Krieger“[8][9]
- jüngere Form von *Hjalmmarr[2], der aus den Elementen hjalm „Helm“, „Schutz“[3] und mar „berühmt“[10] zusammengesetzt ist[11]

## Verbreitung
Die erste Dokumentierung des Namens ist für 1781 in Schweden dokumentiert. Heute ist der Name in erster Linie in Dänemark, Norwegen und Schweden verbreitet.
Stand 2022 heißen in Schweden 9970 Männer Hjalmar, bei 3499 handelt es sich um den Rufnamen. Ihr Durchschnittsalter beträgt 13,8 Jahre. Seit 2009 zählt der Name zu den 100 beliebtesten Jungennamen des Landes. Im Jahr 2021 belegte er Rang 75 der Hitliste.
In Dänemark nahm die Popularität des Namens seit den 1990er Jahren zu, dennoch wird der Name eher selten vergeben. Stand November 22 tragen 267 Dänen den Namen Hjalmar.
Dagegen war der Name in Norwegen vor allem im ausgehenden 19. Jahrhundert beliebt. Im frühen 20. Jahrhundert begann die Popularität zu sinken. Obwohl sie nach der Jahrtausendwende wieder zunahm, wird der Name nur selten vergeben.

## Varianten
- Altnordisch: Hjálmarr
- Dänisch: Hjalmer
- Deutsch: Helmar, Helmer
- Färöisch: Hjálmar
- Finnisch: Jalmari, Jalmar
  - Diminutiv: Jari
- Isländisch: Hjálmar

## Bekannte Namensträger
- Hjalmar Andersson (1889–1971), schwedischer Langstreckenläufer
- Hjalmar Andersen (1923–2013), norwegischer Eisschnellläufer
- Hjalmar Appelgren (1853–1936), finnischer Archäologe
- Hjalmar Bergman (1883–1931), schwedischer Schriftsteller
- Hjalmar Bergström (1907–2000), schwedischer Skilangläufer
- Hjalmar Berwald (1848–1930), schwedischer Pianist, Komponist, Mathematiker und Ingenieur
- Hjalmar Borgstrøm (1864–1925), norwegischer Komponist
- Hjalmar Hjorth Boyesen (1848–1895), norwegisch-amerikanischer Schriftsteller
- Hjalmar Branting (1860–1925), schwedischer Politiker
- Hjalmar Cedercrona (1883–1969), schwedischer Turner
- Hjalmar Alfred Dahl (1856–1884), norwegischer Landschaftsmaler
- Hjalmar Falk (1859–1928), norwegischer Linguist und Philologe der Germanistik und Nordistik
- Hjalmar Frisk (1900–1984), schwedischer Sprachwissenschaftler, Sprachforscher und Indogermanist
- Hjalmar Gullberg (1898–1961), schwedischer Dichter
- Hjalmar Hammarskjöld (1862–1953), schwedischer Politiker
- Hjalmar Heerup (1886–1961), dänischer Fußballspieler
- Hjalmar Johansson (1874–1957), schwedischer Wasserspringer und Schwimmer
- Hjalmar Karlsson (1906–1992), schwedischer Segler
- Hjalmar Kiærskou (1835–1900), dänischer Botaniker
- Hjalmar Kjerulf (1821–1847), norwegischer Maler
- Hjalmar Knuhtsen (1855–1939), dänischer Kaufmann und kommissarischer Inspektor
- Hjalmar Kutzleb (1885–1959), deutscher Schriftsteller und Pädagoge
- Hjalmar Mäe (1901–1978), estnischer Politiker und Kollaborateur im deutsch besetzten Estland
- Hjalmar Mellander (1880–1919), schwedischer Leichtathlet
- Hjalmar Mellin (1854–1933), finnischer Mathematiker
- Hjalmar Mörner (1794–1837), schwedischer Graf, Offizier, Zeichner, Maler, Radierer und Lithograf
- Hjalmar von Mörner (1861–1935), preußischer Verwaltungsbeamter
- Hjalmar Munsterhjelm (1840–1905), finnischer Landschaftsmaler
- Hjalmar Carl Nygaard (1906–1963), US-amerikanischer Politiker
- Hjalmar Ohlsson (1891–1975), schwedischer Dreispringer
- Hjalmar Öhrwall (1851–1929), schwedischer Arzt
- Hjalmar Nyström (1904–1960), finnischer Ringer
- Hjalmar Petersen (1890–1968), US-amerikanischer Politiker
- Hjalmar Procopé (1889–1954), finnischer Politiker
- Hjalmar Riiser-Larsen (1890–1965), norwegischer Luftfahrtpionier, Polarforscher und Geschäftsmann
- Hjalmar Schacht (1877–1970), deutscher Reichsbankpräsident und Reichswirtschaftsminister unter Hitler von 1934 bis 1937
- Hjalmar Siilasvuo (1892–1947), finnischer Offizier während des Winterkriegs und des Fortsetzungskriegs
- Hjalmar Söderberg (1869–1941), schwedischer Schriftsteller
- Hjalmar Stemmann (* 1963), deutscher Politiker
- Hjalmar Sundén (1908–1993), schwedischer  Theologe  und Universitätsprofessor  für Religionspsychologie in Uppsala
- Hjalmar Torp (1924–2023), norwegischer Kunsthistoriker